# Храм Сорока Мучеников
Храм Сорока Мучеников (арм. Սրբոց Քառասնից Մանկանց Մայր Եկեղեցի) — армянский храм в Алеппо (Сирия), построенный в честь сорока Севастийских мучеников. Храм расположен в христианском квартале Дждейде.

## История
По некоторым данным храм был построен к 1429 году. Впервые упоминается в 1476 году в книге «Деяние Святой Библии», написанной отцом Меликсетом. С XV века является кафедральным собором Берийской епархии.
В 1500 и 1616 годах собор был полностью перестроен и увеличен в размерах на деньги ходжей братьев Петика и Саноса.
Посетивший Алеппо в 1617 году Симеон Лехаци так описал увиденную им картину: «Рядом с дворцом в одном дворе стояли друг около друга четыре церкви: одна — маронитская, другая — греческая и две армянские [имени] Святой Богородицы и св. Сороковицы. В этом году они были заново обновлены и расширены, [стали] большими [и] обширными, куполообразными и сводчатыми, очень красивыми и привлекательными». Побывавший в городе вслед за Лехаци в 1625 году Пьетро Делла Валле в одном из своих писем также восхитился красотой церкви, которую он также нашёл вместе с тремя остальными в пригороде города, и все четыре на одной улице, по правую руку. Название улицы он записал как «Giudeida» и пояснил, что по-арабски оно переводится как «Новая [улица]». Самая большая из двух армянских церквей была Церковь Сорока Мучеников, а меньшая — Церковь Богородицы.
Расположение соседствующих церквей было таким, что прихожане греческой и маронитской для входа в свои святилища всегда использовали ворота армянских церквей. В 1849 году марониты безуспешно попытались присвоить одни из армянских ворот исключительно в своё пользование.
С 1912 по 1929 год к храму пристроили колокольню.
В 1989 году на территории храма был открыт мемориал в память о геноциде армян.
В 1991 году на территории храма был открыт музей, в экспозициях которого представлена история храма.
30 апреля 2015 года в результате атаки ИГИЛ (по другим данным, 28 апреля или ранее в результате подрыва т. н. «туннельной бомбы» боевиками «повстанческих сил») церковь была разрушена.
В 2023 году отреставрированный храм частично пострадал от землетрясения.

## Внутреннее убранство храма
Собор Сорока Мучеников примечателен иконами древнего и современного письма, особое место среди которых занимает «Страшный суд».
Также в соборе представлены следующие иконы:
- Божия Матерь (1663)
- Дева Мария с Иисусом (1669)
- Крещение Иисуса (XVII век)
- Поклонение волхвов (XVII век)
- Святой Иоанн Предтеча (1720, Геворг Анания)
- Святой Иосиф (1720, Геворг Анания)
- Дева Мария с Иисусом (1729, Геворг Анания)
- Крещение Иисуса Христа (1756, Геворг Анания)
- Дева Мария в окружении Апостолов (XVIII век)
- Страшный суд (1703)

## Галерея

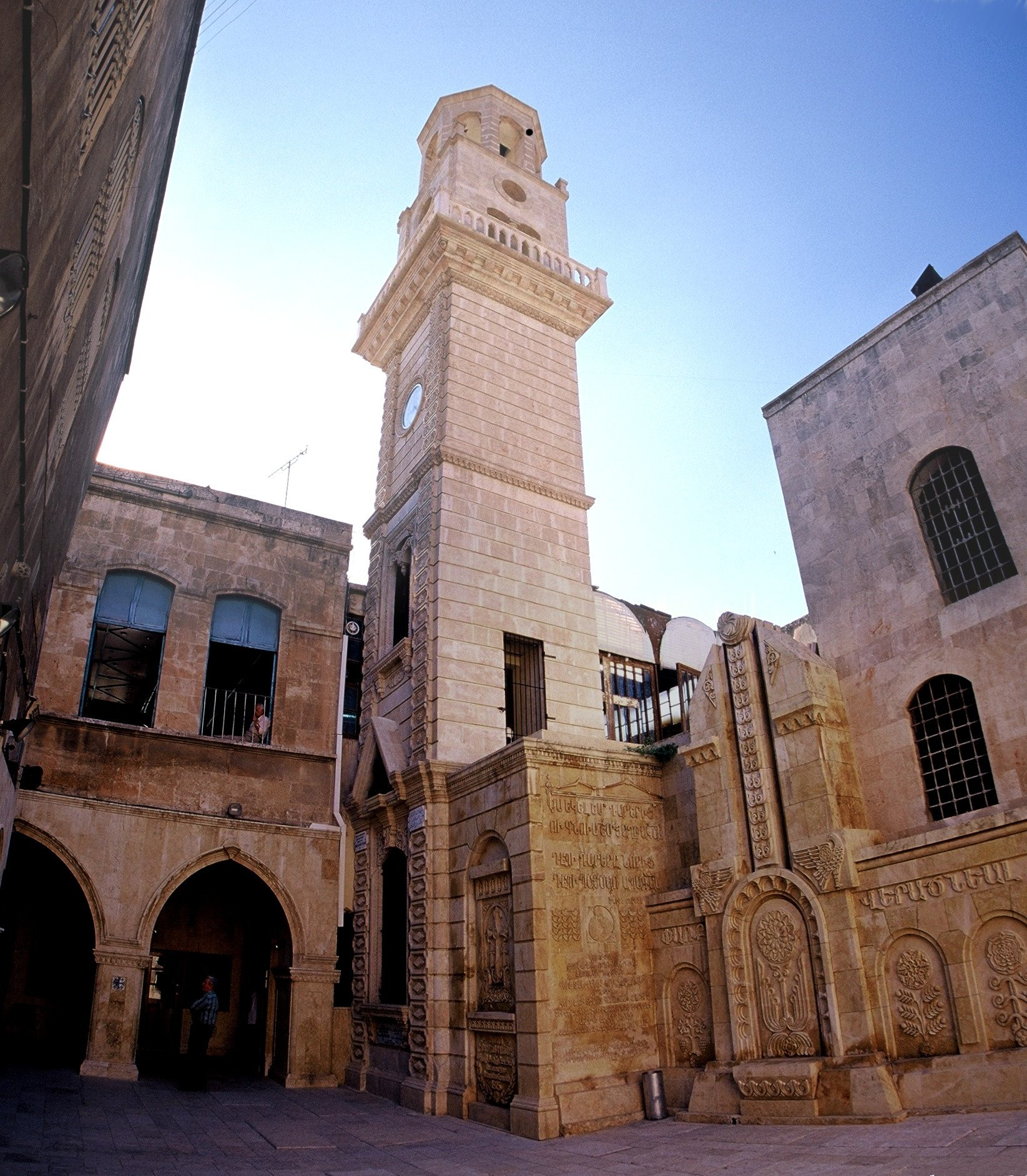
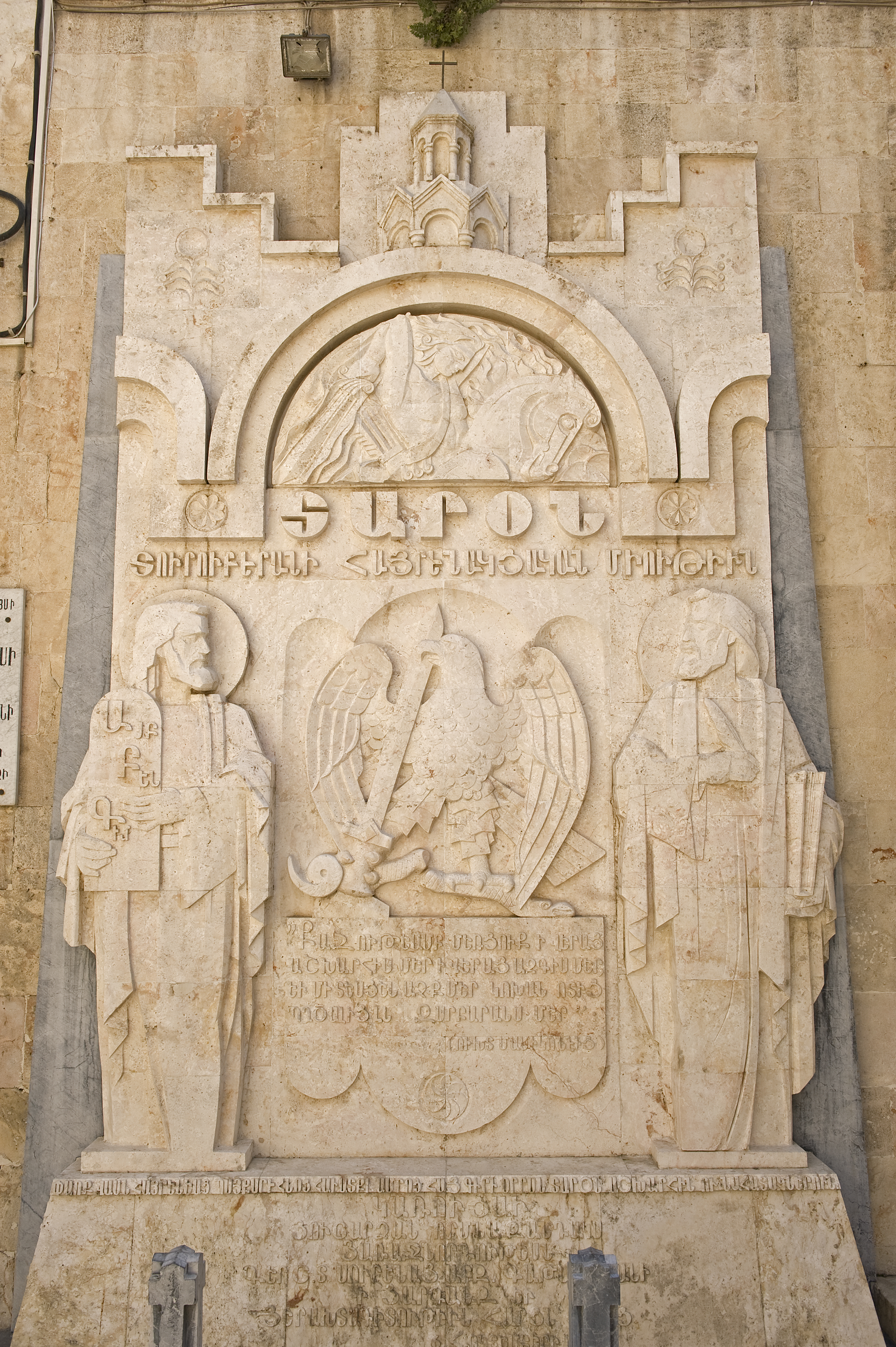
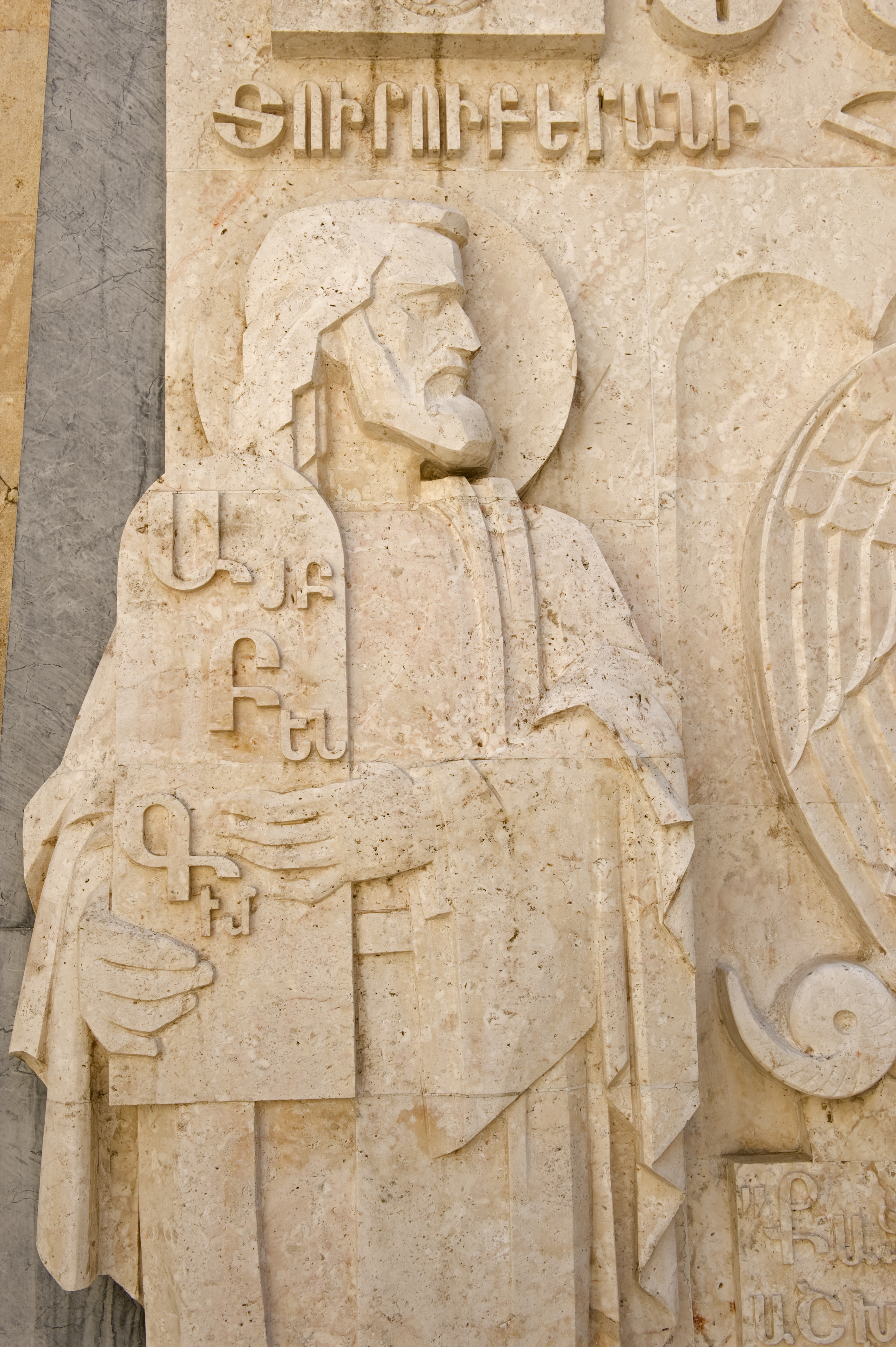
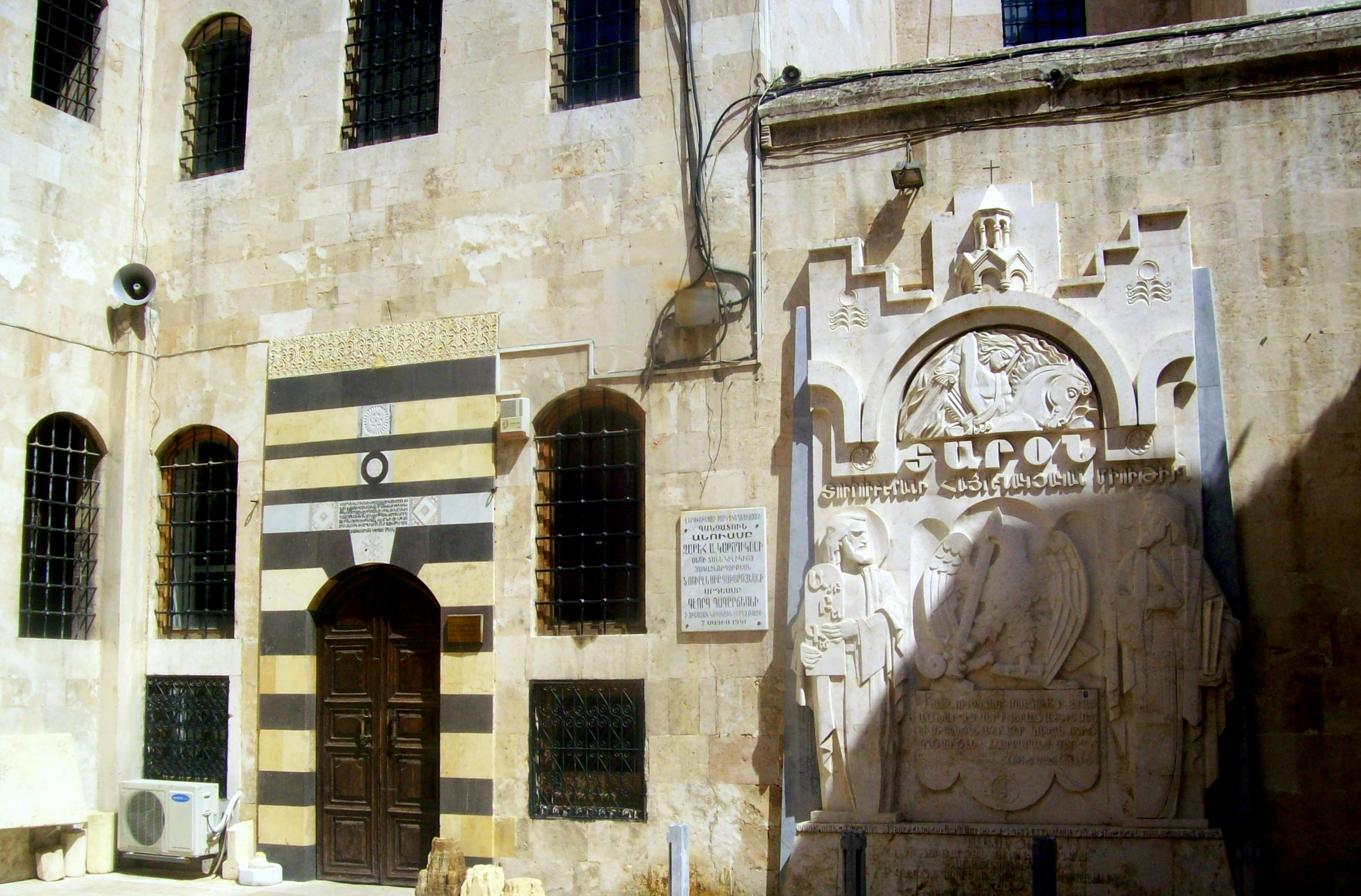
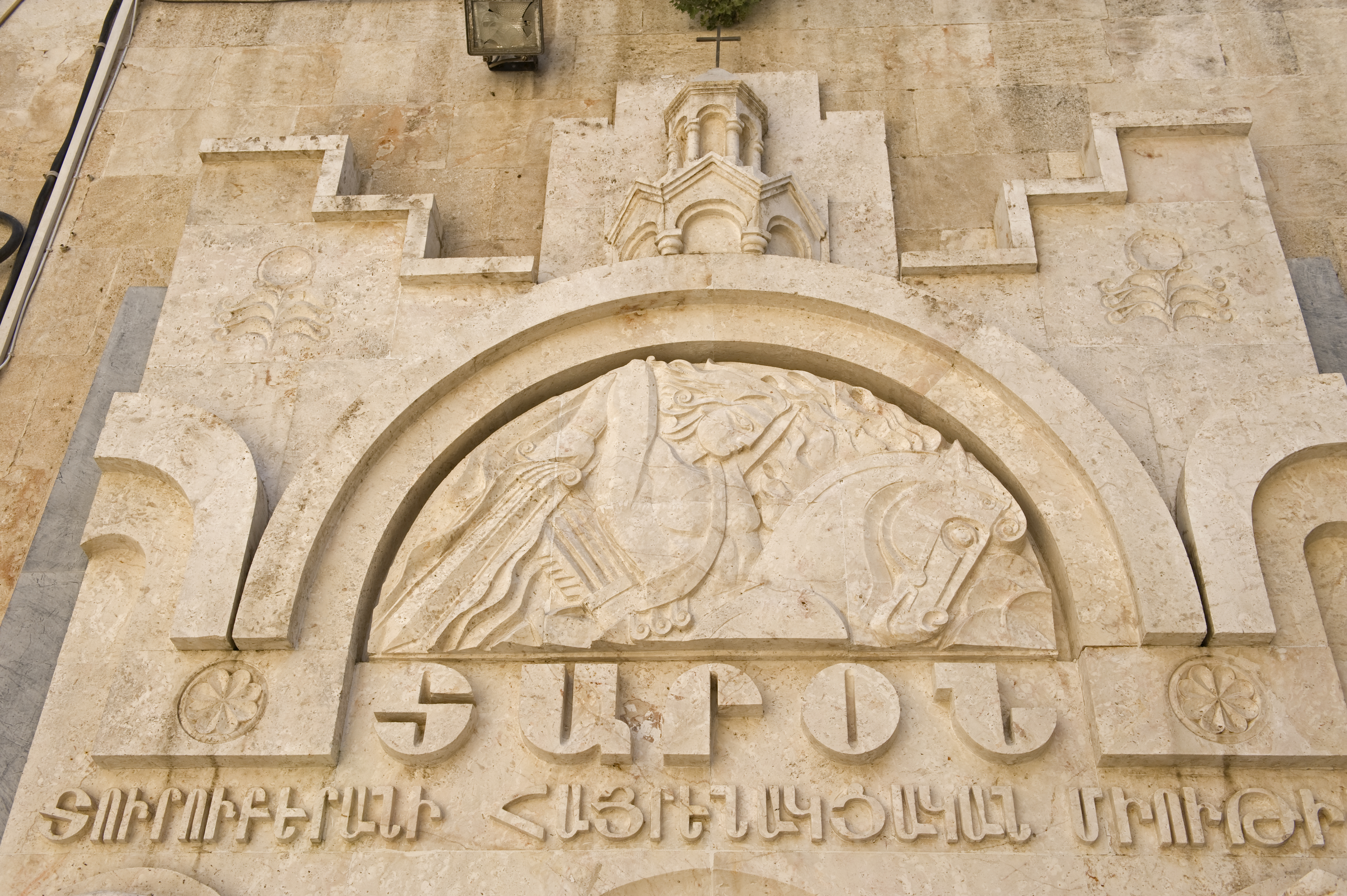
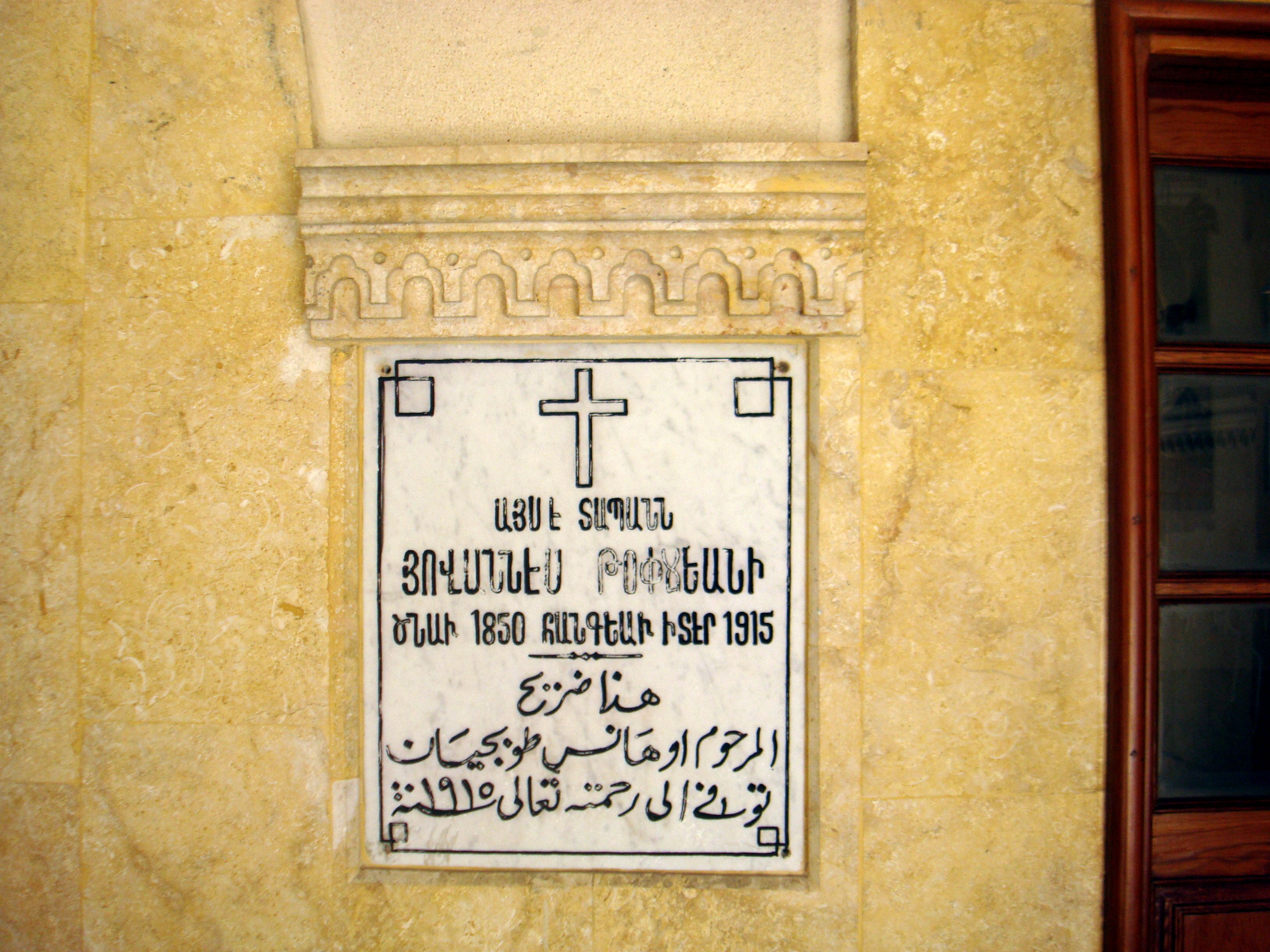